# Pișceana, Talne
Pișceana (în ucraineană Піщана) este un sat în comuna Lotașeve din raionul Talne, regiunea Cerkasî, Ucraina.

## Demografie
Componența lingvistică a localității Pișceana
     Ucraineană (97,55%)
     Alte limbi (1,23%)
Conform recensământului din 2001, majoritatea populației localității Pișceana era vorbitoare de ucraineană (97,55%), existând în minoritate și vorbitori de alte limbi.